# Lintrup
Lintrup is een plaats in de Deense regio Zuid-Denemarken, gemeente Vejen. De plaats telt 211 inwoners (2020).